# Jugoslawische Eishockeyliga 1970/71
Die Saison 1970/71 war die 29. Spielzeit der jugoslawischen Eishockeyliga, der höchsten jugoslawischen Eishockeyspielklasse. Meister wurde zum insgesamt 15. Mal in der Vereinsgeschichte der HK Jesenice.

## Modus
In der Hauptrunde absolvierte jede der sechs Mannschaften insgesamt zehn Spiele. Die vier bestplatzierten Mannschaften qualifizierten sich für die Finalrunde, in der der Meister ausgespielt wurde. Für einen Sieg erhielt jede Mannschaft zwei Punkte, bei einem Unentschieden gab es einen Punkt und bei einer Niederlage null Punkte.

## Hauptrunde

### Tabelle
|    | Klub                  | Sp | S  | U | N | T   | GT  | Punkte |
| -- | --------------------- | -- | -- | - | - | --- | --- | ------ |
| 1. | HK Jesenice           | 10 | 10 | 0 | 0 | 106 | 19  | 20     |
| 2. | HK Olimpija Ljubljana | 10 | 7  | 0 | 3 | 91  | 27  | 14     |
| 3. | KHL Medveščak Zagreb  | 10 | 4  | 0 | 6 | 78  | 47  | 8      |
| 4. | HK Slavija Vevče      | 10 | 4  | 0 | 6 | 28  | 69  | 8      |
| 5. | HK Kranjska Gora      | 10 | 2  | 1 | 6 | 31  | 76  | 5      |
| 6. | OHK Belgrad           | 10 | 1  | 1 | 8 | 30  | 106 | 3      |

Sp = Spiele, S = Siege, U = Unentschieden, N = Niederlagen

## Finalrunde
|    | Klub                  | Punkte |
| -- | --------------------- | ------ |
| 1. | HK Jesenice           | 24     |
| 2. | HK Olimpija Ljubljana | 14     |
| 3. | KHL Medveščak Zagreb  | 7      |
| 4. | HK Slavija Vevče      | 3      |

Sp = Spiele, S = Siege, U = Unentschieden, N = Niederlagen